# Triệu Lỗi
Triệu Lỗi (Giản thể: 赵磊; Phồn thể: 趙磊; Bính âm: Zhao Lei; Tiếng Anh: Ray Zhao; sinh ngày 1 tháng 1 năm 1999) là nam ca sĩ, diễn viên người Trung Quốc, thành viên nhóm nhạc nam thần tượng XNINE (ra mắt vào ngày 28 tháng 9 năm 2016) và nhóm nhạc nam R1SE (ra mắt vào ngày 8 tháng 6 năm 2019) từ chương trình Sáng tạo doanh 2019 với vị trí thứ 10 (hoạt động giới hạn trong 2 năm kể từ ngày debut), chính thức tốt nghiệp R1SE vào ngày 13/06/2021.
Năm 2020, Triệu Lỗi đã ra mắt EP "Breathe" - single solo đầu tiên của Triệu Lỗi sau 5 năm ra mắt. "Breathe" là bài hát được chính Triệu Lỗi tham gia viết nhạc.
Cùng năm đó, Triệu Lỗi đã thực hiện OST cho phim hoạt hình "Hệ thống tự cứu của nhân vật phản diện" với tựa đề "Vong ngôn ca", được phát hành vào ngày 01/10/2020.
Năm 2021, Triệu Lỗi tổ chức tour concert cá nhân đầu tiên với chủ đề "The First Time" và trạm đầu tiên được diễn ra tại Trùng Khánh vào ngày 27/07/2021.

## Tiểu sử
Triệu Lỗi sinh vào ngày 1 tháng 1 năm 1999 tại Trùng Khánh, Trung Quốc. Sau đó cắt hộ khẩu chuyển sang Thành Đô học 2 năm tiểu học thì tiếp tục chuyển sang Hạ Môn học tiếp 9 năm thì chuyển sang Bắc Kinh làm việc. Ngoài ra, Triệu Lỗi vẫn đang tiếp tục theo học đại học tại Học Viện Âm Nhạc Thượng Hải.
Trong suốt quá trình học tập, Triệu Lỗi đã từng tham gia và trở thành thành viên hát chính cho dàn hợp xướng ở trường từ cấp 1 lên cấp 3.
Sau khi tốt nghiệp cấp 2, Triệu Lỗi tiếp tục được tuyển vào trường Hạ Môn Nhất Trung khoa chuyên về thanh nhạc. Trong thời gian học cấp 3, Triệu Lỗi đã luôn tìm kiếm những sân khấu cho riêng mình. Cậu ấy từng tham gia qua chương trình âm nhạc của đài Tứ Xuyên, nhưng sau này lại được biết đến rộng rãi sau khi tham gia chương trình "Bùng Cháy Đi Thiếu Niên" được phát sóng trên đài truyền hình Chiết Giang.
Năm 2015, là 1 trong 16 thí sinh tham gia chương trình tìm kiếm tài năng "Bùng Cháy Đi Thiếu Niên". Đêm chung kết, Triệu Lỗi cùng 3 thí sinh khác trong đội trắng là Ngũ Gia Thành, Cốc Gia Thành và Quách Tử Phàm giành chiến thắng cuối cùng, chính thức trở thành thành viên được ưu tiên debut dưới danh nghĩa X - Fire và sang Hàn Quốc tham gia khoá huấn luyện đặc biệt trong 3 tháng của SM Entertainment.
Sau khi trở về nước, Triệu Lỗi cùng một số thí sinh của show "Bùng Cháy Đi Thiếu Niên" tham gia diễn xuất cho bộ phim chiếu mạng "Học Viện Siêu Sao", trong phim Triệu Lỗi đảm nhận vai nam phụ tên Mao Tử Tiêm, là đàn em của Lý Adam (do Bành Sở Việt thủ vai) người cầm đầu trong ban nhạc rock nổi tiếng nhất ở trường.
Ngày 28 tháng 9 năm 2016, tham gia buổi họp báo ra mắt "X Cửu Thiếu Niên Đoàn", Triệu Lỗi chính thức ra mắt với vai trò main vocal của nhóm. Sau đó cùng X Cửu Thiếu Niên Đoàn phát hành digital single "X Cửu" với ca khúc chủ đề "Danh Nghĩa Của Riêng Tôi".
Tháng 9 năm 2017, Triệu Lỗi chính thức nhận được giấy báo trúng tuyển của Học Viện Âm Nhạc Thượng Hải, là nam sinh đứng thứ 4 trong danh sách trúng tuyển. Chuyên ngành Nhạc kịch.
Trong quá trình hoạt động 3 năm ở X Cửu Thiếu Niên Đoàn, Triệu Lỗi đã có được một số tác phẩm và giải thưởng cùng nhóm cũng như lần đầu tiên bộc lộ khả năng sáng tác của mình qua concert thứ 3 của nhóm tại Thâm Quyến diễn ra vào ngày 01/12/2018. Bài hát đầu tiên tự sáng tác có tên là "Lần này vì bạn mà hát".
Tháng 2 năm 2019, Triệu Lỗi chính thức bay đến Thanh Đảo tham gia chương trình Sáng Tạo Doanh 2019. Tại đây, cậu ấy đã bắt đầu thử sức ở mảng sáng tác nhiều hơn và viết được rất nhiều bài hát mang phong cách khác nhau. Tại buổi công diễn thứ 3, Triệu Lỗi đã để lại ấn tượng khó phai trên sân khấu Lột Xác. Kết thúc chặng đường tại Sáng Tạo Doanh 2019, cuối cùng Triệu Lỗi đã debut ở vị trí thứ 10 dưới danh nghĩa main vocal của R1SE.
Sau khi debut cùng R1SE, Triệu Lỗi tạm thời gác lại hoạt động cùng X Cửu Thiếu Niên Đoàn. Cùng R1SE phát hành album, tổ chức tour concert, tham gia nhiều chương trình, sự kiện và một số lễ trao giải lớn. Dần dần, Triệu Lỗi cũng được nhiều người biết đến và công nhận hơn.
Trong concert đầu tiên tại trạm Trùng Khánh, Triệu Lỗi lần nữa ra mắt bài hát tự sáng tác của mình trên sân khấu concert. Đây là ca khúc mang hơi hướng rock đầu tiên mà cậu đã sáng tác trong quá trình tham gia Sáng Tạo Doanh 2019, sau khi debut cùng R1SE, Triệu Lỗi đã cùng 2 thành viên khác là Diêu Sâm và Trương Nhan Tề hoàn thành để cho ra một bài hát hoàn chỉnh biểu diễn trong concert.
Sau 1 năm debut cùng R1SE, Triệu Lỗi đã cùng với nhóm tham gia một chương trình thi đấu tài năng dưới hình thức đoàn đội có tên là We Are Blazing, đây cũng là chương trình đầu tiên của Trung Quốc mang hình thức thi đấu nhóm. Trong tập 6, Triệu Lỗi đã thay mặt nhóm đối mặt với thử thách vocal battle, đây được xem là lần đầu tiên trong 5 năm debut cậu ấy có cơ hội một mình đứng trên sân khấu thể hiện thực lực của một main vocal thực thụ.
Sau 5 năm ra mắt với cái tên Triệu Lỗi, cậu đã phát hành single solo đầu tiên "Breathe", ca khúc được chính Triệu Lỗi viết nhạc và trực tiếp tham gia vào quá trình sản xuất. "Breathe" được phát hành chính thức vào 9:00 (giờ Việt Nam) ngày 28/8/2020 trên QQ Music, Kugou Music, Kuwo Music và NetEase Music. Chỉ trong ngày đầu ra mắt "Breathe" đã đạt được nhiều thành tích nổi bật ở các nền tảng âm nhạc.
Vào năm 2021, Triệu Lỗi đã công bố tour concert cá nhân đầu tiên "The First Time" với trạm đầu tiên diễn ra ở Trùng Khánh. Nhưng do tình hình dịch bệnh, những trạm sau đã được tạm hoãn. Và sau 66 ngày tạm hoãn, vào ngày 09/10/2021, Triệu Lỗi đã công bố trạm thứ 2 của concert - Thâm Quyến diễn ra vào ngày 31/10/2021. Tháng 11 cùng năm Triệu Lỗi cũng đã phát hành album tự sáng tác đầu tiên với tư cách cá nhân có tên "Moon Crash - Sự tấn công của mặt trăng" và tiếp tục công bố ba trạm còn lại trong tour concert "The First Time" ở các thành phố Nam Ninh. Thượng Hải và Ninh Ba.

## Sự nghiệp

### Năm 2015
- Là 1 trong 16 thí sinh tham gia chương trình tìm kiếm tài năng "Bùng Cháy Đi Thiếu Niên" và trở thành một trong 4 người chiến thắng ngày 06/02/2016

### Năm 2016
- Tháng 4, tham gia diễn vai nam phụ trong webdrama "Siêu Tinh Tinh Học Viện". Ngày 28 tháng 9 năm 2016, tham gia buổi họp báo ra mắt "X Cửu Thiếu Niên Đoàn", chính thức ra mắt với vai trò main vocal của nhóm. Sau đó cùng X Cửu Thiếu Niên Đoàn phát hành digital single "X Cửu" với ca khúc chủ đề "Danh Nghĩa Của Riêng Tôi".
- Ngày 10 tháng 12, cùng X Cửu Thiếu Niên Đoàn đạt giải "Nhóm nhạc xu hướng của giới trẻ" tại Tinh Quang Đại Thưởng của Tencent Video[10].

### Năm 2017
- Ngày 2 tháng 4, cùng X Cửu Thiếu Niên Đoàn tổ chức concert đầu tiên mang tên "Danh Nghĩa Của Riêng Tôi" ở Thượng Hải[11]. Tháng 9 năm 2017 tham gia bộ phim "Ôi! Hoàng Đế Bệ Hạ Của Tôi".

### Năm 2018
- Tháng 1, ra mắt album "Keep Online". Ngày 4 tháng 10 năm 2018 tổ chức tour concert thứ hai mang tên "Keep Online" ở Hàng Châu, tour thứ hai diễn ra vào ngày 1/12/2018 ở Thâm Quyến.

### Năm 2019
- Triệu Lỗi tham gia chương trình "Sáng Tạo Doanh 2019" của Tencent Video và debut ở vị trí hạng 10, trở thành main vocal của R1SE.

### Năm 2019 - 2021
- Hoạt động với vai trò là thành viên của R1SE 13/6 nhóm R1SE chính thức tan rã sau 2 năm hoạt động theo đúng định hạn và tổ trúc buổi hoà nhạc mang tên "Chúng Ta Những Ngôi Sao Bình Minh".
- Sau khi chính thức tốt nghiệp R1SE, Triệu Lỗi tiếp tục theo đuổi mảng âm nhạc, tham gia nhiều chương trình âm nhạc như: Âm thanh trời ban, Tiếng ca xuôi dòng,... và nhận được nhiều lời khen ngợi từ những giám khảo có chuyên môn.
- 28/08/2020, Triệu Lỗi ra mắt single đầu tay "Breathe" và tự mình tham gia vào quá trình sản xuất bài hát.
- 27/07/2021, Triệu Lỗi tổ chức tour concert cá nhân đầu tiên "The First Time". Tổng cộng có 5 trạm và được tổ chức ở các thành phố lớn. Trạm đầu tiên được tổ chức tại Trùng Khánh ngày 27/07/2021. Trạm thứ hai ở Thâm Quyến, ba trạm còn lại được công bố lần lượt là các trạm Nam Ninh, trạm Thượng Hải và trạm Ninh Ba.
- 16/11/2021, Triệu Lỗi cho phát hành album tự sáng tác đầu tiên với tư cách cá nhân mang tên "Moon Crash - Sự tấn công của mặt trăng" trên nền tảng âm nhạc Netease Music. Ngày 27/11/2021, album được phát hành rộng rãi trên các nền tảng âm nhạc quốc tế: iTunes, Spotify,...

### Năm 2022
- Tháng 6/2022, phát hành album bản audio chính thức các bài hát được biểu diễn tại tour concert "The First Time".
- Tháng 8/2022, phát hành EP "Fool In Love".
- Tháng 9/2022, tham gia vào vở kịch nói "Hỡi loài người! Hãy yêu đi" vai Lỗ Đạt.

## Concert
```
X Cửu Thiếu Niên Đoàn
```

"Danh Nghĩa Của Riêng Tôi"
- 2/4/2017 concert đầu tiên "Danh Nghĩa Của Riêng Tôi" cùng với X Cửu Thiếu Niên Đoàn tại Thượng Hải.

"Keep Online"
- 4/10/2018 concert "Keep Online" cùng với X Cửu Thiếu Niên Đoàn tại Hàng Châu.
- 1/12/2018 concert "Keep Online" cùng với X Cửu Thiếu Niên Đoàn tại Thâm Quyến.

```
R1SE
```

"We Are R1SE"
- 16/11/2019 concert đầu tiên "We Are R1SE" cùng với R1SE trạm đầu tiên tại Quảng Châu.
- 14/12/2019 concert đầu tiên "We Are R1SE" cùng với R1SE trạm thứ hai tại Trùng Khánh.

"Chúng Ta, Những Ngôi Sao Bình Minh"
- 2/5/2021 và 3/5/2021 concert Tốt nghiệp "Chúng Ta, Những Ngôi Sao Bình Minh" của R1SE trạm Thượng Hải.
- 13/06/2021 concert Tốt nghiệp "Chúng Ta, Những Ngôi Sao Bình Minh" của R1SE trạm Bắc Kinh.

```
Concert cá nhân - Triệu Lỗi
```

"The First Time"
- 27/7/2021 concert cá nhân đầu tiên "The First Time" trạm đầu tiên tại Trùng Khánh.
- 31/10/2021 concert cá nhân đầu tiên "The First Time" trạm thứ hai tại Thâm Quyến.
- 24/12/2021 concert cá nhân đầu tiên "The First Time" trạm thứ tư tại Thượng Hải.

## Tác phẩm

### Âm nhạc
| Ngày phát hành | Tên bài hát                       | Tên tiếng trung        | Album                                             | Ghi chú           |
| -------------- | --------------------------------- | ---------------------- | ------------------------------------------------- | ----------------- |
| 24/09/2016     | Danh Nghĩa Của Riêng Tôi          | 以己之名               | X Cửu X玖                                         | EP                |
| 09/11/2016     | B.O.Y.S                           |                        | X Cửu X玖                                         | EP                |
| 09/12/2016     | Vĩnh Tự Bát Pháp                  | 永字八法               | X Cửu X玖                                         | EP                |
| 02/01/2018     | We Want What We Want              |                        | We Want What We Want                              | "Yes" version     |
| 01/02/2018     | Luôn Online Mới Là Yêu Sao        | 永不下线的，才算爱吗   | Keep Online                                       | "Yes" version     |
| 07/03/2018     | Big Show                          |                        |                                                   | "Yes" version     |
| 14/02/2018     | Nhan Sắc Nói                      | 颜值说                 |                                                   | "Yes" version     |
| 09/05/2018     | Signal                            | 信号                   |                                                   | "No" version      |
| 09/05/2018     | Game Player                       | 玩家                   |                                                   | "No" version      |
| 24/04/2018     | Anh Muốn Tặng Em                  | 我想给你               | Anh Muốn Tặng Em 我想给你                         | Single            |
| 06/08/2019     | Gọi Lớn Tên Tôi                   | 喊出我的名字           | Sẽ Bùng Nổ Thật Vang Dội 就要掷地有声的炸裂       | EP                |
| 09/06/2019     | R.1.S.E                           |                        | Sẽ Bùng Nổ Thật Vang Dội 就要掷地有声的炸裂       | EP                |
| 08/08/2019     | Ai Cũng Đừng Keo Kiệt             | 水都别吝啬             | Sẽ Bùng Nổ Thật Vang Dội 就要掷地有声的炸裂       | EP                |
| 15/08/2019     | World World World                 |                        | Sẽ Bùng Nổ Thật Vang Dội 就要掷地有声的炸裂       | EP                |
| 22/08/2019     | Thập Nhị                          | 十二                   | Sẽ Bùng Nổ Thật Vang Dội 就要掷地有声的炸裂       | EP                |
| 29/08/2019     | Sẽ Bùng Nổ Thật Vang Dội          | 就要掷地有声的炸裂     | Sẽ Bùng Nổ Thật Vang Dội 就要掷地有声的炸裂       | EP                |
| 10/11/2019     | Have Fun                          |                        | Sẽ Bùng Nổ Thật Vang Dội 就要掷地有声的炸裂       | "Suprise" version |
| 01/12/2019     | Vai Diễn Không Phân Lớn Nhỏ       | 角儿无大小             | Khúc Cuồng Nhiệt Bùng Nổ 炸裂狂想曲               | Album             |
| 08/12/2019     | Kẻ Điên                           | 疯子                   | Khúc Cuồng Nhiệt Bùng Nổ 炸裂狂想曲               | Album             |
| 15/12/2019     | Never Surrender                   |                        | Khúc Cuồng Nhiệt Bùng Nổ 炸裂狂想曲               | Album             |
| 22/12/2019     | Sao Ngâm Thành Cơm                | 星星泡饭               | Khúc Cuồng Nhiệt Bùng Nổ 炸裂狂想曲               | Album             |
| 29/12/2019     | Âm Thanh Không Ngừng              | 声声不息               | Khúc Cuồng Nhiệt Bùng Nổ 炸裂狂想曲               | Album             |
| 05/01/2020     | Chân Trần Theo Đuổi Ánh Sáng      | 赤腳追光               | Khúc Cuồng Nhiệt Bùng Nổ 炸裂狂想曲               | Album             |
| 12/06/2020     | Diệu                              | 曜                     | R1SE Diệu Vi Danh R1SE曜为名                      | EP                |
| 02/07/2020     | Mẹ Bảo Con Đừng Khóc Nữa          | 妈妈叫你别哭了         | R1SE Diệu Vi Danh R1SE曜为名                      | EP                |
| 29/04/2021     | ZOOM                              |                        | Chúng Ta, Những Ngôi Sao Bình Minh 我们，破晓星辰 | Album             |
| 29/04/2021     | Thê giới bên kia                  | 彼方世界               | Chúng Ta, Những Ngôi Sao Bình Minh 我们，破晓星辰 | Album             |
| 29/04/2021     | Find Me                           |                        | Chúng Ta, Những Ngôi Sao Bình Minh 我们，破晓星辰 | Album             |
| 29/04/2021     | Bài ca ăn cơm                     | 干饭歌                 | Chúng Ta, Những Ngôi Sao Bình Minh 我们，破晓星辰 | Album             |
| 29/04/2021     | Goodbye My Old Friend             |                        | Chúng Ta, Những Ngôi Sao Bình Minh 我们，破晓星辰 | Album             |
| 29/04/2021     | I Want To Create A World With You | 我要创造一个有你的世界 | Chúng Ta, Những Ngôi Sao Bình Minh 我们，破晓星辰 | Album             |
| 29/04/2021     | Last Moment                       |                        | Chúng Ta, Những Ngôi Sao Bình Minh 我们，破晓星辰 | Album             |

Những single/album cá nhân đã được phát hành:
| Single/Album   | Single/Album                             | Single/Album         | Single/Album                                                                     | Single/Album |
| Ngày phát hành | Tên bài hát                              | Tên tiếng trung      | Album                                                                            | Ghi chú |
| -------------- | ---------------------------------------- | -------------------- | -------------------------------------------------------------------------------- | --- |
| 25/04/2020     | Vô Nhai                                  | 无涯                 | OST Webdrama "Xin Sư Gia Tự Trọng"                                               | OST, song ca |
| 28/08/2020     | Breathe                                  | 呼吸                 | Breathe 呼吸                                                                     | Single đầu tay. Triệu Lỗi tham gia viết nhạc                                                                              |
| 01/10/2020     | Vong ngôn ca                             | 忘言歌               | OST Anime "Hệ thống tự cứu của nhân vật phản diện"                               | OST |
| 20/10/2020     | Minh chứng của sự vĩnh hằng              | 永恒的正名           | OST Webdrama "Thanh mai xứng đôi trúc mã" 甜了青梅配竹马 青春网剧影视原声带      | OST |
| 22/12/2020     | Cùng em trải qua năm tháng dài đằng đẵng | 陪你度过漫长岁月     | Single "Cùng em trải qua năm tháng dài đằng đẳng"                                | Dự án đặc biệt: "Trở lại" (của Tencent Music)                                                                             |
| 25/12/2020     | Lầu thành xuân sắc                       | 楼城春色             | Tác phẩm trong chuỗi "Tôi và quê hương tôi" (Mùa 2) 我和我的家乡第二季「歌曲篇」 | Series Album "Tôi và quê hương tôi"                                                                                       |
| 02/01/2021     | Em là ánh dương của anh                  | 你是我的阳光         | OST Điện ảnh "Vòng tay ấm áp" 温暖的抱抱 电影原声带                              | OST, song ca |
| 26/03/2021     | Gió nhẹ thổi                             | 微风吹               | OST Webdrama "Thập nhị đàm" 十二谭 网剧原声大碟                                  | OST |
| 14/04/2021     | Em đừng nhớ đến anh                      | 你就不要想起我       | Em Đừng Nhớ Đến Anh 你就不要想起我                                               | Dự án đặc biệt: "Trở lại" (của Tencent Music)                                                                             |
| 29/07/2021     | Trò chuyện (tự sáng tác, song ca)        | 聊聊                 | Trò Chuyện 聊聊                                                                  | Bản audio chính thức của "Trò chuyện" năm 2019. Triệu Lỗi tham gia sáng tác                                               |
| 16/11/2021     | Tuyên ngôn                               | 宣言                 | Sự tấn công của mặt trăng 进击之月 - Mooncrash                                   | MV bài hát chủ đề Tuyên ngôn                                                                                              |
| 16/11/2021     | Non Sei Tu                               |                      | Sự tấn công của mặt trăng 进击之月 - Mooncrash                                   | "Non Sei Tu" performance video                                                                                            |
| 16/11/2021     | Lover                                    |                      | Sự tấn công của mặt trăng 进击之月 - Mooncrash                                   | "Lover" performance video                                                                                                 |
| 16/11/2021     | Thôi cứ quên đi                          | 就忘了吧             | Sự tấn công của mặt trăng 进击之月 - Mooncrash                                   | |
| 16/11/2021     | Chiếc ôm dưới hoàng hôn                  | 落日拥抱             | Sự tấn công của mặt trăng 进击之月 - Mooncrash                                   | |
| 26/11/2021     | Rạp hát mộc mạc                          | 质朴的剧场           | Sự tấn công của mặt trăng 进击之月 - Mooncrash                                   | Triệu Lỗi ft. Ngải Di Lương                                                                                               |
| 24/01/2022     | This Love                                | 这份爱               | 这份爱                                                                           | Dự án đặc biệt: "Trở lại" (của Tencent Music)                                                                             |
| 20/5/2022      | Món Quà Tình Yêu                         | 爱的礼物             | Tour Concert "The First Time" của Triệu Lỗi 赵磊“第一次”巡演LIVE专辑             | Bản audio chính thức trong concert "The First Time"                                                                       |
| 8/6/2022       | Remember                                 |                      | Tour Concert "The First Time" của Triệu Lỗi 赵磊“第一次”巡演LIVE专辑             | Bản audio chính thức trong concert "The First Time"                                                                       |
| 13/6/2022      | Bụi Trần                                 | 灰尘                 | Tour Concert "The First Time" của Triệu Lỗi 赵磊“第一次”巡演LIVE专辑             | Bản audio chính thức trong concert "The First Time"                                                                       |
| 13/6/2022      | Đại Dương Ngược Sáng                     | 逆光的海洋           | Tour Concert "The First Time" của Triệu Lỗi 赵磊“第一次”巡演LIVE专辑             | Bản audio chính thức trong concert "The First Time"                                                                       |
| 13/6/2022      | Bài Hát Không Tên Trong Đêm              | 夜间无名曲           | Tour Concert "The First Time" của Triệu Lỗi 赵磊“第一次”巡演LIVE专辑             | Bản audio chính thức trong concert "The First Time"                                                                       |
| 13/6/2022      | Trust                                    |                      | Tour Concert "The First Time" của Triệu Lỗi 赵磊“第一次”巡演LIVE专辑             | Bản audio chính thức trong concert "The First Time"                                                                       |
| 13/6/2022      | Kẻ Mất Khả Năng Biểu Đạt                 | 失语者               | Tour Concert "The First Time" của Triệu Lỗi 赵磊“第一次”巡演LIVE专辑             | Bản audio chính thức trong concert "The First Time"                                                                       |
| 23/4/2022      | Đưa Bạn Đến Một Nơi                      | 带你去一个地方       | Single "Đưa Bạn Đến Một Nơi" 带你去一个地方                                      | Dự án tuyên truyền "Toàn dân đọc sách" được NetEase Music kết hợp với Hiệp hội nghe nhìn kỹ thuật số Trung Quốc phát hành |
| 25/8/2022      | Bóng hình                                | 影子                 | Fool In Love 恋爱庸才                                                            | EP |
| 31/8/2022      | Xem Như Em Là Tình Đầu Của Anh           | 四舍五入你是我的初恋 | Fool In Love 恋爱庸才                                                            | EP |
| 31/8/2022      | Quang Cảnh Sau Lễ Đường                  | 散场的婚礼           | Fool In Love 恋爱庸才                                                            | EP |

Một số ca khúc khác đã được phát hành chính thức trên QQ Music và một số nền tảng âm nhạc khác.
| Ngày phát hành | Tên bài hát                              | Tên tiếng trung | Ghi chú                                         |
| -------------- | ---------------------------------------- | --------------- | ----------------------------------------------- |
| 21/11/2015     | Phổ Thông Disco (solo)                   | 普通Disco       | Show "Bùng Cháy Đi Thiếu Niên"                  |
| 28/11/2015     | Mặt Trời Không Lặn (song ca)             | 日不落          | Show "Bùng Cháy Đi Thiếu Niên"                  |
| 05/12/2015     | Mắt To (song ca)                         | 大眼睛          | Show "Bùng Cháy Đi Thiếu Niên"                  |
| 12/12/2015     | Tây Sương                                | 西厢            | Show "Bùng Cháy Đi Thiếu Niên"                  |
| 19/12/2015     | Côn Trùng Bay                            | 虫儿飞          | Show "Bùng Cháy Đi Thiếu Niên"                  |
| 26/12/2015     | Hôm Nay Em Phải Gả Cho Anh               | 今天你要嫁给我  | Show "Bùng Cháy Đi Thiếu Niên"                  |
| 02/01/2016     | Năm Tháng Ngông Cuồng                    | 岁月轻狂        | Show "Bùng Cháy Đi Thiếu Niên"                  |
| 30/01/2016     | Chạy                                     | 暴走            | Show "Bùng Cháy Đi Thiếu Niên"                  |
| 30/01/2016     | Một Bức Thư Nhà                          | 一封家书        | Show "Bùng Cháy Đi Thiếu Niên"                  |
| 06/02/2016     | Đặc Vụ J                                 | 特务J           | Show "Bùng Cháy Đi Thiếu Niên"                  |
| 06/02/2016     | Loạn Thế Cự tinh                         | 乱世巨星        | Show "Bùng Cháy Đi Thiếu Niên"                  |
| 07/04/2019     | Tây Môn Thiếu Niên                       | 西门少年        | Show "Sáng Tạo Doanh 2019"                      |
| 09/04/2019     | Trò chuyện (tự sáng tác, song ca)        | 聊聊            | Show "Sáng Tạo Doanh 2019"                      |
| 13/04/2019     | Bạch Nguyệt Quang (solo)                 | 白月光          | Show "Sáng Tạo Doanh 2019"                      |
| 13/04/2019     | Vì bạn mà hát (tự sáng tác, solo)        | 为你而唱        | Show "Sáng Tạo Doanh 2019"                      |
| 20/04/2019     | Tiêu Dao Du                              | 逍遥游          | Show "Sáng Tạo Doanh 2019"                      |
| 11/05/2019     | Tân Hà Đông Lộ (tự sáng tác)             | 滨河东路        | Show "Sáng Tạo Doanh 2019"                      |
| 25/05/2019     | Lột Xác                                  | 蜕变            | Show "Sáng Tạo Doanh 2019"                      |
| 08/06/2019     | Khoanh Tay Đứng Nhìn                     | 袖手旁观        | Show "Sáng Tạo Doanh 2019"                      |
| 08/06/2019     | Xích Tử                                  | 赤字            | Show "Sáng Tạo Doanh 2019"                      |
| 19/07/2019     | Không Hổ Thẹn                            | 无愧            | OST Movie "Pháo Đài Thượng Hải"                 |
| 02/08/2019     | Chiến Trường Vinh Quang                  | 荣耀的战场      | OST Drama "Toàn Chức Cao Thủ"                   |
| 04/08/2019     | Thiếu Niên Như Cố                        | 少年如故        | OST Anime "Ma Đạo Tổ Sư"                        |
| 10/08/2019     | Say Something (song ca)                  |                 | Show "Minh Nhật Chi Tử thời đại thủy tinh"      |
| 26/08/2019     | Vô Hạn                                   | 无限            | Chương trình "Thanh Tại Trung Quốc"             |
| 25/12/2019     | Kì Tích Vô Hạn                           | 奇迹无限        | OST Movie "The Wild Life"                       |
| 20/03/2020     | Forever Young (song ca)                  |                 | 1st Concert Tour WE ARE R1SE (trạm Quảng Châu)  |
| 20/03/2020     | Save Me Now (tự sáng tác)                |                 | 1st Concert Tour WE ARE R1SE (trạm Trùng Khánh) |
| 28/04/2020     | Vô Bờ (song ca)                          | 无涯            | OST Web Drama "Sư Gia Xin Tự Trọng"             |
| 29/05/2020     | Cảnh Sát Trưởng Mèo Đen                  | 黑猫警长        | Show "We Are Blazing"                           |
| 05/06/2020     | Looking for trouble (tự cải biên)        |                 | Show "We Are Blazing"                           |
| 12/06/2020     | You (tự sáng tác)                        |                 | Show "We Are Blazing"                           |
| 26/06/2020     | Tiếng Trung Quốc (tự sáng tác phần hí)   | 中国话          | Show "We Are Blazing"                           |
| 03/07/2020     | Giấc mộng trong thời khắc bình minh      | 梦在黎明破晓时  | Show "We Are Blazing"                           |
| 03/07/2020     | Lời Không Thật Lòng (solo)               | 言不由衷        | Show "We Are Blazing"                           |
| 15/01/2021     | Colorful days (song ca)                  |                 | Show "Âm Thanh Trời Ban 2"                      |
| 15/01/2021     | Thành phố mất tích (song ca)             | 失物之城        | Show "Âm Thanh Trời Ban 2"                      |
| 02/04/2021     | Không nên (song ca)                      | 不该            | Show "Âm Thanh Trời Ban 2"                      |
| 02/04/2021     | Sát phá lang (song ca)                   | 杀破狼          | Show "Âm Thanh Trời Ban 2"                      |
| 10/09/2021     | Ngôi sao sáng nhất bầu trời đêm (tốp ca) | 夜空中最亮的星  | Show "Tiếng Ca Xuôi Dòng 3"                     |
| 10/09/2021     | Thiên hạ hữu tình nhân (song ca)         | 天下有情人      | Show "Tiếng Ca Xuôi Dòng 3"                     |
| 29/4/2022      | Định Phong Ba                            | 定风波          | Tập 7 show "Âm Thanh Trời Ban 3"                |
| 29/4/2022      | Người Da Vàng (song ca)                  | 黄种人          | Tập 7 show "Âm Thanh Trời Ban 3"                |
| 6/5/2022       | Em Có Khoẻ Không?                        | 你，好不好？    | Tập 8 show "Âm Thanh Trời Ban 3"                |
| 6/5/2022       | Cao Quý Và Xấu Xí (song ca)              | 高贵与丑        | Tập 8 show "Âm Thanh Trời Ban 3"                |
| 13/5/2022      | Ánh Sáng Rơi Vào Cuộc Đời                | 落在生命里的光  | Tập 9 show "Âm Thanh Trời Ban 3"                |

### Phim ảnh
| Năm  | Tên phim                   | Vai diễn                | Thể loại  |
| ---- | -------------------------- | ----------------------- | --------- |
| 2016 | Siêu Tinh Tinh Học Viện    | Mao Tử Tiêm             | Webdrama  |
| 2018 | Ôi! Hoàng Đế Bệ Hạ Của Tôi | Cốc Lỗi                 | Webdrama  |
| 2018 | Tróc Yêu Ký 2              | Tiểu yêu thôn Vĩnh Ninh | Điện ảnh  |
| 2018 | Tôi "YÊU" Bạn              | Mạnh Kiển Tường         | Nhạc kịch |
| 2022 | Hỡi loài người! Hãy yêu đi | Lỗ Đạt                  | Kịch nói  |

### Một số chương trình đã tham gia
- Bùng Cháy Đi Thiếu Niên (Phát sóng tập đầu tiên 21/11/2015 trên Đài truyền hình Chiết Giang, gồm 12 tập)
- Kênh Thiếu Niên (1/1/2016 của Tencent)
- Wuli Thiếu Niên (20/7/2016 của Tencent)
- Tìm hiểu hai mặt X Thiếu Niên (6/11/2016 của Yinyuetai)
- Kênh Thiếu Niên X Cửu (19/11/2016 của Tencent)
- Happy Camp (18/2/2017) của Đài truyền hình Hồ Nam)
- Thiên Thiên Hướng Thượng (24/3/2017 và 21/7/2017 của Đài truyền hình Hồ Nam)
- Sinh Viên Đại Học Đến Rồi 2 (27/7/2017 của Iqiyi)
- Minh Nhật Chi Tử (khách mời trợ giúp 23/9/2017 của Tencent)
- Vương Bài Đối Vương Bài (16/2/2018 của Đài truyền hình Chiết Giang)
- Super Nova Games 1 (1-11/11/2018 của Tencent)
- Sáng Tạo Doanh 2019 (4/2019 của Tencent)
- Cùng Hát Nào 300 (4/8, 1 và 8/9/2019 của Tencent)
- Minh Nhật Chi Tử - Thủy Tinh Thời Đại (10/8/2019 của Tencent)
- SuperR1SE - Kỳ trữ năng (11/8/2019 của Tencent)
- Super Nova Game 2 (12/10 - 3/11/2019 của Tencent)
- Mười Một Thiếu Niên Mùa Thu (1/12/2019 của Tencent)
- We Are Blazing (29/5/2020 của Tencent)
- SuperR1SE - 1st year (05/07/2020 của Tencent)
- Super Nova Games 3 (của Tencent)
- Âm thanh trời ban 2 (của đài Chiết Giang)
- Vẫn còn thơ với phương xa (ngày 13/06/2021 của đài Chiết Giang)
- Tiếng ca xuôi dòng 3[13] - tập Thịnh điển (phát sóng ngày 10/9/2021)
- WOW Carnival (ngày 01/10/2021)
- Khai thành tương kiến (13/11/2021 của CCTV)
- Nhà của chúng ta (25/11/2021 của Tencent)
- Super Nova Games 4 (của Tencent)
- Âm Thanh Trời Ban 3 (của đài Chiết Giang)

## Giải thưởng

### X Cửu Thiếu Niên Đoàn
- 6/11/2016 nhận được giải "Nhóm nhạc mới của năm" bảng Minh tinh thế lực tại lễ hội thường niên Fan Festival 2016.
- 10/12/2016 nhận được giải "Nhóm nhạc xu hướng của giới trẻ" tại Tinh Quang Đại Thưởng của Tencent 2016.
- 3/12/2017 nhận được giải "Nhóm nhạc có sức ảnh hưởng nhất năm" tại doki Tinh Quang Đại Thưởng 2017.
- 19/7/2017 nhận được giải "Nhóm nhạc được yêu thích nhất" tại Kim khúc Á Châu Đại Thưởng của Tencent 2017.
- 27/8/2017 nhận được giải "Nhóm nhạc được yêu thích nhất năm" tại Bài hát mới Châu Á 2017.
- 17/12/2017 nhận được giải thưởng "Tân Tinh Lực Lượng" tại Lễ trao giải Tôi là tiêu đề·Tiêu đề hôm nay 2017.

### R1SE
- 6/9/2019 nhận được giải "Nhóm nhạc mới của năm" tại GQ Men Of The Year 2019.
- 31/10/2019 nhận được giải "Nhóm nhạc mới được yêu thích nhất năm" tại Bài hát mới Châu Á 2019.
- 8/12/2019 EP《Sẽ Bùng Nổ Thật Vang Dội》nhận được giải "Album của năm" tại Tencent Music Entertainment Awards TMEA 2019.
- 28/12/2019 nhận được giải "Nhóm nhạc của năm" tại Tinh Quang Đại Thưởng của Tencent 2019.

### Cá nhân
- 28/08/2020 Single đầu tay "BREATHE" Đạt TOP1 bảng xếp hạng nhân khí Ngày và Tuần, TOP 3 bảng xếp hạng nhân khí Năm của QQ Music ngay khi ra mắt với hơn 100.000 lượt bình luận. Và nhận được giải thưởng "Nghệ sĩ có single được chào đón nhất" của bảng nhân khí QQ Music với 6 tuần quán quân liên tiếp.